# (21393) Kalygeringer
(21393) Kalygeringer (1998 FF34) – planetoida z pasa głównego asteroid okrążająca Słońce w ciągu 3,68 lat w średniej odległości 2,38 j.a. Odkryta 20 marca 1998 roku.